# Lepidophthalmus eiseni
Lepidophthalmus eiseni is een tienpotigensoort uit de familie van de Callianassidae. De wetenschappelijke naam van de soort is voor het eerst geldig gepubliceerd in 1904 door Holmes.